# Esglésies de la Petita Polònia
Les esglésies de fusta del sud de la Petita Polònia (Małopolskie en polonès) estan situades als pobles de Dębno Podhalanskie, Binarowa, Blizne, Haczów, Lipnica Murowana i Sękowa. Utilitzen la tècnica dels troncs de fusta disposats horitzontalment i es troben des de l'Edat Mitjana a Europa de l'Est i del Nord. Es van inscriure a la llista de Patrimoni de la Humanitat de la UNESCO el 2003.